# Паметник на Любен Каравелов (Копривщица)
Паметникът на Любен Каравелов в Копривщица се намира в градинката пред училище „Любен Каравелов“ и е изработен от скулптора Надежда Петренко и архитект Иван Сиврев. Въздигнат е от черно смолянско габро и представлява единен комплекс с училищната сграда.
Бюст-паметник, намиращ се в двора на родната къща на Любен Каравелов. Паметникът е проектиран от скулптора Петър Балабанов и тържествено е открит на 3 февруари 1956 година. Фундаментът е направен от копривщенския каменоделец Атанас (Танчо) Юруков със средства на Община Копривщица, както и целият паметник. Размерите му са 130/100/50 см с издълбани думите „Любен Каравелов 1837 – 1879“.
Образът на революционера е представен от автора със своята непоколебимост и вяра в свободата и благоденствието на българския народ.